# 等角螺线

等角螺线

等角螺线、对数螺线或生长螺线是在自然界常见的螺线，在极坐标系{\displaystyle (r,\theta )}中，这个曲线可以写为
{\displaystyle r=ae^{b\theta }\,}
或
{\displaystyle \theta ={\frac {1}{b}}\ \ln \left({\frac {r}{a}}\right)\ ,}
因此叫做“对数”螺线。

## 定理
- 等角螺线的臂的距离以几何级数递增。
- 设{\displaystyle L}为穿过原点的任意直线，则{\displaystyle L}与等角螺线的相交的角永远相等（故其名），而此值为{\displaystyle \cot ^{-1}b}。
- 设{\displaystyle C}为以原点为圆心的任意圆，则{\displaystyle C}与等角螺线的相交的角永远相等，而此值为{\displaystyle \tan ^{-1}b}，名为「倾斜度」
- 等角螺线是自我相似的；这即是说，等角螺线经放大后可与原图完全相同。
- 等角螺线的渐屈线和垂足曲线都是等角螺线。
- 从原点到等角螺线的任意点上的长度有限，但由那点出发沿等角螺线走到原点却需绕原点转无限次。这是由托里拆利发现的。

## 历史

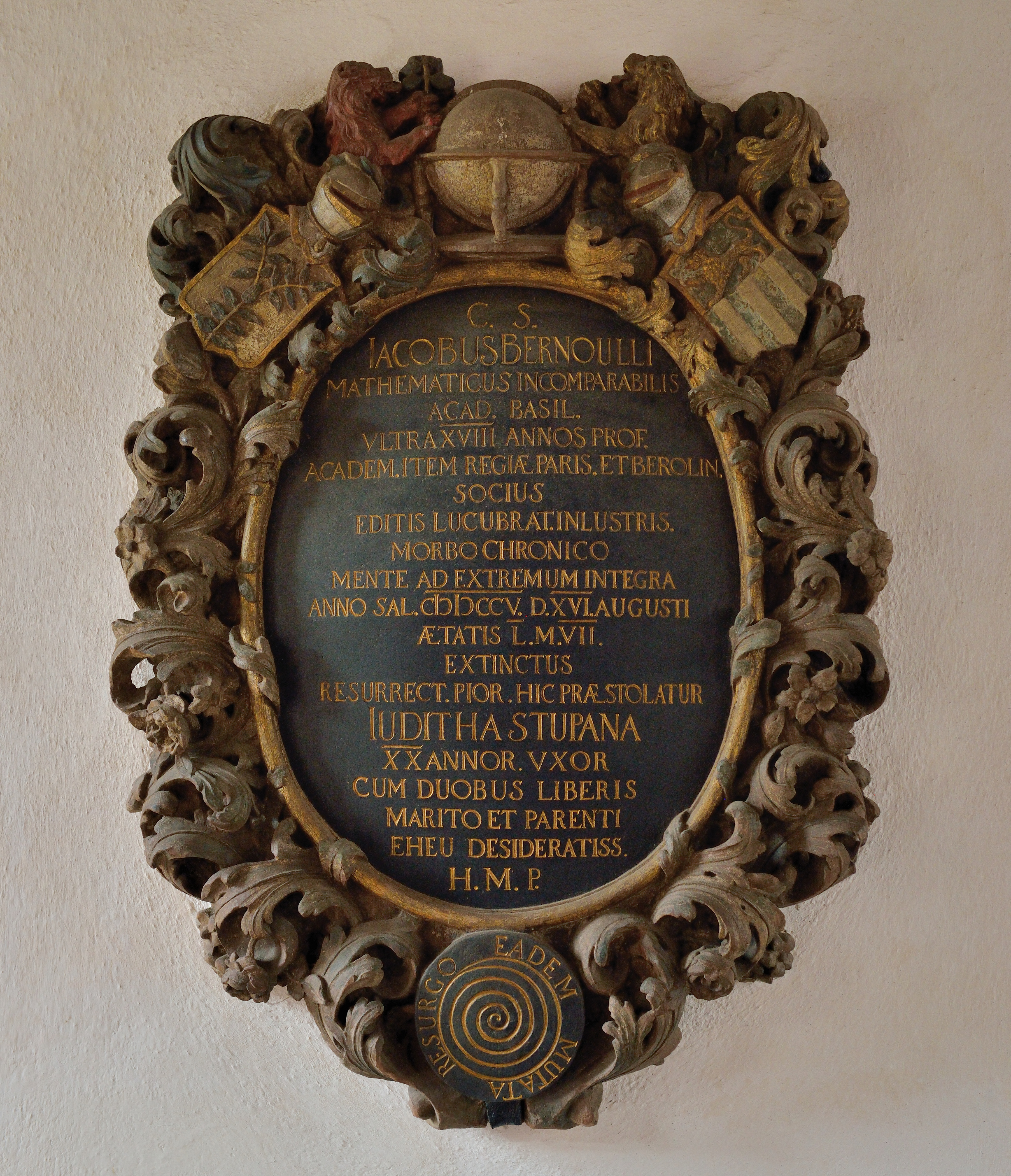
雅各布·伯努利的墓碑，下方即為雕刻師誤刻的阿基米德螺線。

等角螺线是由笛卡儿在1638年发现的。雅各布·伯努利后来重新研究之。他发现了等角螺线的许多特性，如等角螺线经过各种适当的变换之后仍是等角螺线。他十分惊叹和欣赏这曲线的特性，故要求死后将之刻在自己的墓碑上，并附词「纵使改变，依然故我」(eadem mutata resurgo)。但雕刻师误将阿基米德螺线（等速螺线）刻了上去。

## 自然现象
- 鹦鹉螺的贝壳像等角螺线
- 菊的种子排列成等角螺线
- 鹰以等角螺线的方式接近它们的猎物
- 昆虫以等角螺线的方式接近光源
- 蜘蛛网的构造与等角螺线相似

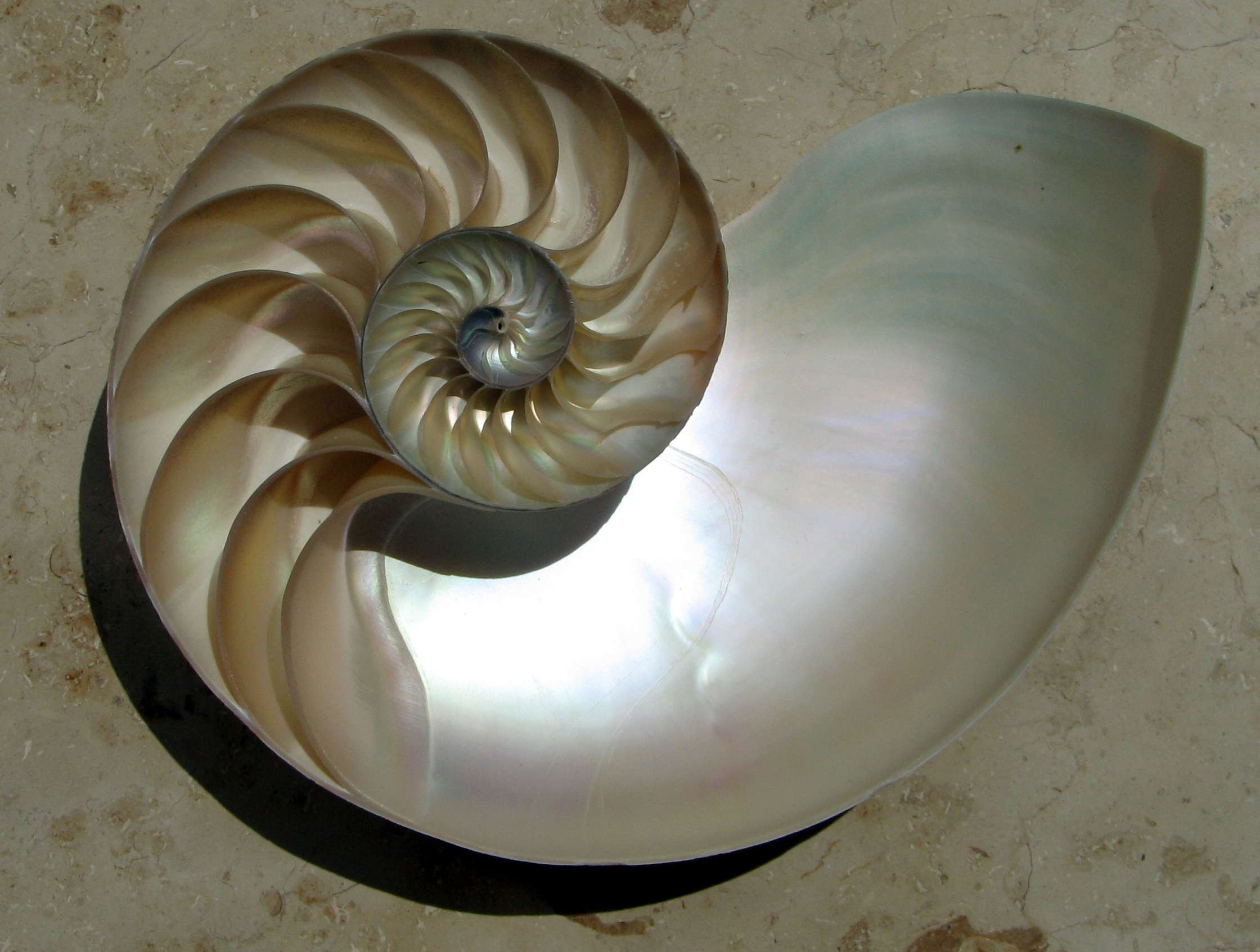
鹦鹉螺的贝壳像等角螺线

旋涡星系的旋臂像等角螺线

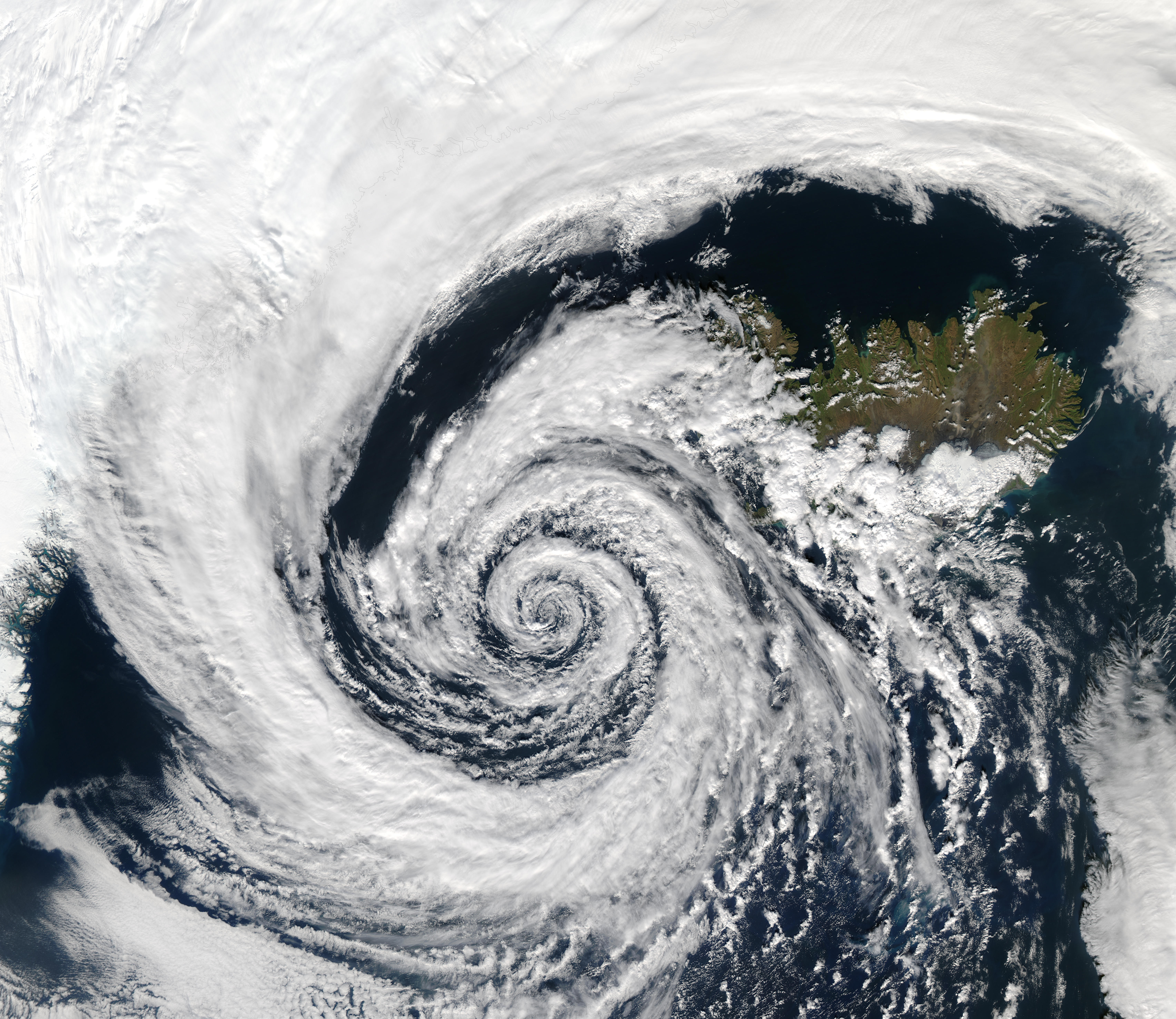
低气压的外觀像等角螺线

- 旋涡星系的旋臂差不多是等角螺线。银河系的四大旋臂的倾斜度约为 12°。
- 低氣壓（熱帶氣旋、溫帶氣旋等）的外觀像等角螺线

## 构造等角螺线
- 在複平面上定义一个複數{\displaystyle z=a+bi}，其中{\displaystyle a,b\neq 0}，那么连结{\displaystyle z,z^{2},z^{3},\ldots }的曲线就是一条等角螺线。

- 若{\displaystyle L}是复平面中的一条直线且不平行于实数或虚数轴，那么指数函数{\displaystyle e^{z}}会将这些直线映像到以 0 为中心的等角螺线。
- 使用黄金矩形：

- 在平面上, 质点围绕原点逐渐离开, 相对于原点的角速度恒定, 且相对于原点的距离以等比例增长, 则其轨迹为等角螺线。这是因为{\displaystyle r=ae^{b\theta },r'=ae^{b\theta '}}，则有{\displaystyle r'/r=e^{b(\theta '-\theta )}}。

## 引用
- 埃里克·韦斯坦因. . MathWorld.
- Jim Wilson, Equiangular Spiral (or Logarithmic Spiral) and Its Related Curves （页面存档备份，存于）, University of Georgia (1999)
- Alexander Bogomolny, Spira Mirabilis - Wonderful Spiral （页面存档备份，存于）, at cut-the-knot